# Xingbin
Xingbin léase Sing-Bin (en chino, 兴宾区; pinyin, Xīngbīn qū, en zhuang, Hinghbinh gih) es un distrito urbano bajo la administración directa de la Prefectura Laibin en la Región autónoma de Guangxi, República Popular China. Su área es de 4403 km² y su población total para 2020 superó los 900 mil habitantes.

## Administración
Desde 2005, el distrito de Xingbin se divide en 24 pueblos que se administran en 4 subdistrito, 16 poblados y 4 villas.